# Paulinus von Tiburnia
Paulinus von Tiburnia (5. Jh.) war ein Bischof in Teurnia (Noricum).
Über sein Leben ist nichts bekannt. Nur ein Briefwechsel mit Severin von Noricum wird erwähnt.